# Realia
I realia (dal latino medievale, "le cose reali"), in scienza della traduzione, sono le parole che denotano oggetti, concetti e fenomeni tipici esclusivamente di una determinata cultura. Per questo motivo non hanno corrispondenze precise in altre lingue. In una lingua esistono parole che non hanno un traducente preciso in un'altra cultura e richiedono al traduttore atteggiamenti diversi a seconda del contesto e della situazione in cui sono inseriti.
Due ricercatori bulgari, Vlahov e Florin, definiscono i realia in questo modo:
(Vlahov e Florin)
Secondo Vlahov e Florin, i termini rappresentano la base del lessico scientifico e vengono utilizzati principalmente nella letteratura specialistica. I realia, invece, sono citati spesso nella letteratura artistica, poiché sono portatori del colorito di una cultura in particolare.

## Categorie di realia
Vlahov e Florin suddividono i realia in categorie a loro volta contenenti sottocategorie.
Esistono i realia geografici, che comprendono elementi della geografia fisica (steppa, fiordo) e della meteorologia (tsunami, tornado), elementi geografici legati all'attività dell'uomo (polder) ed elementi della biologia (kiwi).
Un'altra categoria è quella dei realia etnografici, che possono riguardare la vita quotidiana (pizza, spaghetti), il lavoro (trade union), l'arte (graffiti), la religione (muezzin), la moda (tailleur)...
In seguito, Vlahov e Florin esaminano la categoria dei realia politici e sociali, al cui interno sono presenti: entità amministrative territoriali (provincia, arrondissement, suk); organi e cariche (duma, senato, camera, congresso, cancelliere, khan, zar, scià, doge); vita sociale e politica (Ku Klux Klan, whig, tory, partigiani, lobby, bolscevico, college, liceo, campus, paria, samurai, fellah); realia militari (legione, katjuša, maresciallo, genio, corazziere, paracadutista).

## Strategie traduttive
Per trasmettere i realia da una lingua a un'altra è necessario distinguere tra due procedimenti possibili, la trascrizione e la traduzione.
La trascrizione si suddivide in trascrizione vera e propria e traslitterazione. La prima è la trasmissione dei suoni delle parole usando l'alfabeto della cultura ricevente per riprodurne la pronuncia in modo approssimativo. Se l'alfabeto delle due lingue è il medesimo, si parla di copia. Ad esempio la parola francese brasserie che viene trascritta in italiano allo stesso modo. La seconda è la trasmissione carattere per carattere dei realia utilizzando l'alfabeto della cultura ricevente con l'aggiunta di eventuali accenti. Nella traslitterazione c'è una corrispondenza biunivoca tra i caratteri dei due alfabeti. Il fulcro, nella trascrizione, è il suono, mentre nella traslitterazione è la grafia. Un esempio: la parola araba كوفية viene traslitterata come kūfiyyä e trascritta come kefiah.
Per la traduzione dei realia, si possono seguire diverse strategie traduttive.
La prima è il neologismo, ovvero la creazione di una nuova parola. Spesso il neologismo è un calco, ovvero la traduzione filologica della parola straniera, formando una parola semplice o composta (es. “grattacielo” per skyscraper). Esistono anche “mezzi calchi”, dove viene conservata solo una parte della parola composta (es. Terzo Reich), ma anche “pseudocalchi”, parole che portate da una cultura all'altra cambiano di significato (es. la parola latte per gli americani indica quello che in Italia è il “cappuccino”).
La seconda possibilità è la sostituzione dei realia della cultura emittente con altri realia della cultura ricevente. In questo caso però, secondo Vlahov e Florin, si attua «un'inaccettabile sostituzione del colorito del prototesto con un colorito proprio». Perciò se si attua una sostituzione forse è più opportuno optare per realia di risonanza internazionale, ma comunque comprensibile alla cultura ricevente. 
La possibilità di traduzione più diffusa, secondo Vlahov e Florin, è la traduzione approssimativa dei realia. Con questo metodo si traduce in modo generico e neutro il significato del realia, perdendo il colorito e la connotazione della parola. 
La sostituzione si divide in diversi tipi. 
Un tipo è rappresentato dalla sostituzione con un'espressione generica di significato più ampio; il traduttore generalizza annullando il colorito originale per far passare l'idea dell'oggetto materiale a cui si riferisce (es. “organizzazione criminale” per ‘ndrangheta).
Un'altra sostituzione è quella con un analogo funzionale: si sostituiscono i realia originali con elemento della cultura ricevente che suscita nella cultura ricevente una reazione simile nel lettore del prototesto. Ad esempio un oggetto poco noto ma molto diffuso nella cultura emittente viene sostituito con un oggetto molto famoso in quella ricevente. 
Il terzo tipo è la descrizione e spiegazione dei realia, utilizzando una perifrasi per esplicitarne il contenuto.
Un'ultima possibilità di resa dei realia è la traduzione contestuale, ovvero si tiene conto del significato globale della frase e non della singola parola e si trova una traduzione che, anche se non precisa, faccia passare il significato di fondo.

## Tradurre o non tradurre i realia
Per decidere se e come tradurre i realia bisogna considerare diversi elementi e valutare i singoli casi per capirne i vantaggi e gli svantaggi.
Innanzitutto si deve scegliere tra trascrizione/traslitterazione e traduzione, valutando che non si creino omonimi interlinguistici.
Il secondo passo è analizzare il tipo di testo che si affronta. A seconda del tipo di testo, è opportuno ponderare bene quale scelta fare. Se è un testo scientifico, è probabile che si incontrino pochi realia perché c'è una prevalenza di termini. Nella pubblicistica, statisticamente è più frequente la traslitterazione, mentre nella letteratura finzionale la scelta dipende moltissimo dalla strategia traduttiva.
Inoltre è necessario sapere il grado di conoscenza che una cultura ha di quei realia. Alcuni sono molto noti perché nota è la loro trascrizione nelle diverse lingue. Ma più i realia sono specifici più pongono problemi.
È essenziale valutare anche se la cultura ricevente è incline ad assorbire parole straniere o no. Ad esempio, la cultura francese è molto protezionista in questo campo, mentre quella italiana è più aperta a ricevere parole di altre lingue e culture. In questo caso è il traduttore o il suo committente a dover scegliere se optare per una maggiore o minore visibilità della cultura originaria del testo, decidendo il livello di traduzionalità da adottare per il lettore della cultura ricevente.
Anche il lettore modello è un elemento di valutazione per la traduzione dei realia. Il traduttore deve sapere esattamente a chi si rivolge il testo per poter valutare qual è la miglior strategia traduttiva per i realia. Come in tutte le traduzioni, non è detto che il lettore modello del prototesto coincida con quello del metatesto.